# Пунчёнок, Александр Ефимович
Пунчёнок Александр Ефимович (1909 — 20 сентября 1976 года) — советский писатель, участник Великой Отечественной войны.

## Биография
Родился в семье прапорщика 148-го пехотного Каспийского полка. После смерти матери в 1919 году отец ушёл из семьи, бросив детей, которые воспитывались у деда по линии матери. Некоторое время находился в детском доме, работал учеником на петергофской гранильной фабрике.
Учился в Высшем военно-морском училище имени М. В. Фрунзе (1925—1928, отчислен за неуспеваемость). С 1928 года работал матросом в Балтийском пароходстве и учился в Ленинградском морском техникуме. В 1931 году получил звание штурмана морского плавания, работал в мурманском Севтралтресте помощником капитана на рыболовных траулерах. В 1933 году снова поступил в Ленинградский морской техникум и окончил его в 1935 году, получив звание штурмана дальнего плавания. Ходил на судах заграничного плавания Балтийского пароходства на различных командных должностях (1935—1939).
Первая литературная публикация состоялась в 1926 году (три рассказа в газете «Красный Балтийский флот»).
Писал киносценарии, по одному из них в 1938 году был снят фильм «На дальней заставе». В 1941 году вышла в свет пьеса «На высоте».
Во время Великой Отечественной войны командовал кораблем на Балтийском море. В 1942 году был демобилизован после тяжёлого ранения и контузии. Брат Владимир пропал без вести на войне.
С 1944 по 1947 год служил на гражданском флоте: помощник капитана на ледоколах Главсевморпути, капитан учебного судна.
С 1947 года — профессиональный литератор, состоял членом Союза писателей СССР.
С 1966 года проживал в д. 38, к. 4 по Будапештской улице.
Похоронен в колумбарии Петербургского крематория.